# Арсанукаев, Дауд Газиевич
Дау́д (Дау́т) Гази́евич Арсанука́ев — советский партийный и государственный деятель, председатель Исполнительного комитета Областного совета Чеченской автономной области.

## Биография
Член РКП(б). В 1925 году был делегатом XIV Всероссийского съезда Советов. В 1926—1930 годах был председателем Исполнительного комитета Областного совета Чеченской автономной области. 
В 1944 году был депортирован. В годы депортации жил в Джамбуле, работал сторожем детского туберкулёзного санатория. 20 февраля 1950 года был арестован. 30 декабря того же года Особым Совещанием при МГБ СССР был осуждён по статьям 58-2 и 58-10 уголовного кодекса РСФСР и приговорён к 10 годам исправительно-трудовых лагерей. 14 ноября 1988 года Джамбульским областным судом был реабилитирован за отсутствием состава преступления.